# 埃爾特哈爾
埃爾特哈爾（西班牙語：El Tejar）是哥斯達黎加卡塔戈省的城市，位於該國中部，距離省府卡塔戈2公里，面積6平方公里，海拔高度1,377米，2010年人口24,972。
9°51′0″N 83°56′0″W / 9.85000°N 83.93333°W